# Tawcze grawcze

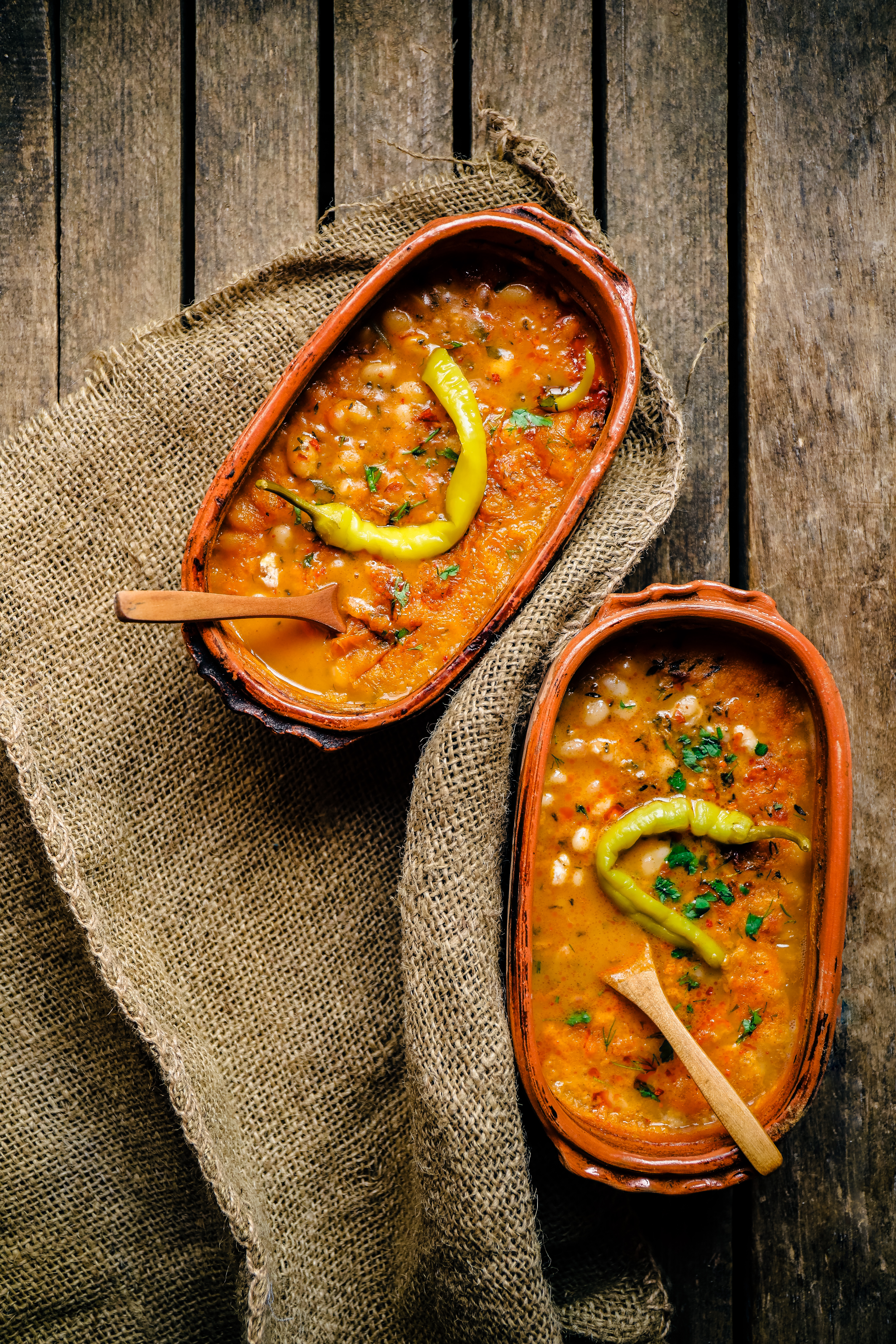
Tawcze grawcze

Tawcze grawcze (maced. – тавче гравче, dosł. miseczka fasolki) – tradycyjne danie macedońskie, przyrządzane ze świeżej fasoli. Nazwę można przetłumaczyć jako fasola na tavie (płaskiej patelni).
Do przygotowania tawcze grawcze niezbędna jest fasola, cebula, olej lub oliwa, czerwona papryka, a także sól i pieprz. Po ugotowaniu fasola trafia wraz z pozostałymi składnikami do naczynia ceramicznego i jest w nim zapiekana w temperaturze ok. 220 st.C., przy czym nie może pozostać sucha.
Potrawę serwuje się jako danie główne bezpośrednio w naczyniu ceramicznym, najczęściej w połączeniu z różnego rodzaju pieczonym mięsem. Danie jest dostępne w większości macedońskich restauracji i traktowane tam jako potrawa narodowa. Podobne danie występuje także w kuchni greckiej jako fasulotawas (grec. Φασουλοταβάς).